# Expedición hidrográfica rusa al océano Ártico (1910-1915)
La expedición hidrográfica rusa al océano Ártico (1910-1915) fue una misión científica de gran relevancia para la navegación rusa en el océano Ártico. Del 2 de noviembre de 1910 a 1913, la expedición estuvo dirigida por Iván Semiónovich Sergeev, y posteriormente por el capitán de la marina imperial rusa Borís Andréievich Vilkitski hasta 1915. Vilkitski se encargó de coordinar la exploración de la ruta del Mar del Norte, una vía marítima que conecta el océano Atlántico con el Pacífico a través de las aguas del Ártico, y la cartografía de las zonas inexploradas de la región.
Los buques principales que participaron en la expedición fueron los rompehielos Taimyr y Vaigach, el objetivo principal de la expedición era explorar la ruta marítima del Norte y recorrerla a través de seis mares árticos de este a oeste - de Vladivostok a Arjánguelsk. También tenía otros objetivos, como realizar estudios hidrográficos y meteorológicos, investigaciones y cartografiar la costa ártica del Imperio Ruso.
El 3 de septiembre de 1913, la expedición izó la bandera rusa en lo que creyó una simple isla y la llamó «Tierra de Nicolás II», en honor al emperador de Rusia. Sin embargo, más tarde se descubrió que lo que inicialmente se había considerado una isla era, en realidad, el archipiélago de Tierra del Norte. Fue en 1926, bajo el régimen soviético, cuando el Presidium del Comité Ejecutivo Central de la URSS decidió renombrar el territorio descubierto como Sévernaya Zemlyá, este nuevo nombre reflejaba la ubicación geográfica de las islas, en el extremo noreste de Siberia y dentro del círculo polar ártico.
La expedición también fue una de las primeras en navegar, en 1913, las aguas del estrecho de Vilkitski (en ruso, пролив Вилькицкого), estrecho marino que separa la península de Taimyr, en la costa de Siberia, de la isla Bolchevique, la más meridional de las islas del archipiélago. El estrecho conecta las aguas del mar de Kara, al oeste, con las del mar de Láptev, al este, ambas en el Ártico ruso. Fue nombrado en 1918 en honor de Borís Vilkitski (1885-1961), el marino e hidrógrafo ruso que la dirigió.
El descubrimiento del archipiélago de Tierra del Norte tuvo importantes implicaciones para la ciencia geográfica y la historia de la navegación polar. Durante décadas, las islas fueron de difícil acceso debido a las duras condiciones climáticas y el hielo marino que las rodeaba. La expedición también permitió trazar mapas más detallados de la ruta marítima del norte, un paso marítimo que, si bien fue considerado por mucho tiempo inaccesible, comenzó a ganar relevancia en el siglo XXI debido al cambio climático y la reducción de la capa de hielo, lo que ha abierto nuevas posibilidades para el comercio internacional a través del océano Ártico.